# Petra Moll
Petra Moll (* 3. April 1921 in Crumbach; † 13. Dezember 1989 in München) war eine deutsche Kunstmalerin, die sich durch ihre Naive Malerei von typischen Münchner Stadtmotiven einen Namen machte.

## Werdegang
Moll absolvierte von 1937 bis 1939 eine Lehre als technische Zeichnerin in Chemnitz. Im Jahr 1941 erfolgte der Umzug nach München, wo sie 1957 zu malen begann. In den Jahren 1958 bis 1965 führten sie Studienreisen nach Paris und an die Loire. Im Jahr 1971 gründete sie eine Hinterglasmalschule, die sie bis 1980 führte.
Ihr Grab befindet sich im Waldfriedhof (alter Teil) bei den Künstlergräbern in Sektion 41-03-10.

## Werk
Moll malte zuerst nur Hinterglasbilder, ab 1963 auch Öl auf Leinwand. Den frühen Figurenbildern folgten bald Stadtansichten und Veduten einzelner Gebäude im Stil der naiven Malerei. Dabei konzentrierte sich Moll hauptsächlich auf München und Bayern, auch griff sie aktuelle Ereignisse auf. Sie selbst beschrieb ihre Malweise als einen „naiven Realismus“. Die meisten ihrer Werke befinden sich in Privatbesitz, dienen aber auch bis heute als Illustration in zahlreichen Büchern.

## Ausstellungen
- 1967: ‘68 München, Haus der Kunst
- 1969: Holbein Haus, Augsburg
- 1975/76: Petra Moll – Liebenswertes Würzburg und andere Städtebilder, Städtische Galerie Würzburg
- 1972: Petra Moll, Galerie Aktueller Kunst im Osram-Haus, München

## Ehrungen

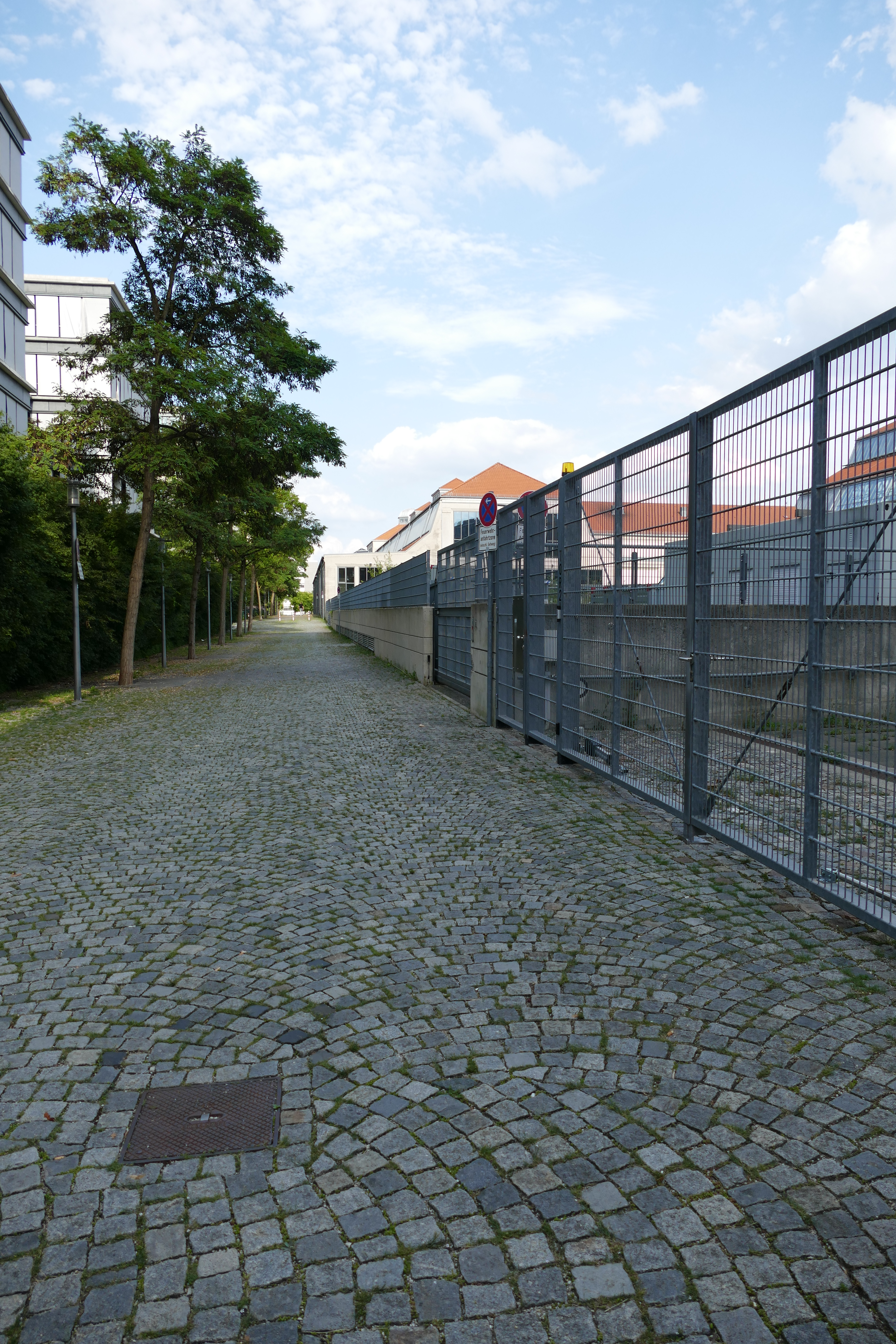
Der Petra-Moll-Weg auf der Schwanthalerhöhe

- 1973: Bundesverdienstkreuz 1. Klasse[1]
- Am 18. April 2002 fasste der Stadtrat von München den Beschluss den Petra-Moll-Weg nach ihr zu benennen.[2]

## Veröffentlichungen
- München – Bilder einer fröhlichen Stadt. Ackermann, München 1964
- mit Siegfried Sommer (Texte): Der Viktualienmarkt: Schlaraffenland im Herzen Münchens. Süddeutscher Verlag, München 1986, ISBN 978-3-7991-6329-3
- Bayern – Bilder eines beglückenden Landes.